# Burkhart Müller-Hillebrand
Hermann Burkhart Müller-Hillebrand (bis 1921 Hermann Burkhart Müller; * 26. Dezember 1904 in Dieuze, Reichsland Elsaß-Lothringen; † 16. Februar 1987 in Freudenstadt) war ein Generalleutnant des Heeres der Bundeswehr. Zuvor hatte er in der Reichswehr und der Wehrmacht gedient, zuletzt im Dienstgrad Generalmajor.

## Militärische Laufbahn

### Ausbildung und erste Verwendungen
Müller-Hillebrand war ein Sohn des preußischen Offiziers Hermann August John Eustace Müller (1859–1914) und der Catherine Margaret Jane Seliger (1865–1949) sowie Bruder des Architekten Bundesbahnoberrat Markwart Müller-Hillebrand und des Professors für Elektrotechnik Dietrich Müller-Hillebrand. Nach bestandenem Abitur trat Müller-Hillebrand 1923 beim 16. Reiter-Regiment in Hofgeismar in den Dienst der Reichswehr. Nach der Offizierausbildung wurde er 1926 zum Leutnant befördert und war bis 1934 Kavallerieoffizier und Regimentsadjutant. Von 1934 bis 1936 absolvierte er die Generalstabsausbildung der Kriegsakademie in Berlin und war danach bis zum Ausbruch des Zweiten Weltkrieges in der 2. Abteilung des Generalstabs des Heeres im Oberkommando des Heeres (OKH) mit der Heeresorganisation und der Mobilmachung befasst.

### Zweiter Weltkrieg
Von 1939 bis Mitte 1940 war Müller-Hillebrand als Erster Generalstabsoffizier (Ia) im Stab der neu aufgestellten 93. Infanterie-Division unter dem Kommando des Generalleutnant Otto Tiemann eingesetzt. Nach dem Frankreichfeldzug wurde Müller-Hillebrand nach Berlin versetzt, wo er bis zum Frühjahr 1942 als Adjutant des Chefs des Generalstabs des Heeres Generaloberst Franz Halder diente. Im Anschluss daran war er ebenfalls im Generalstab des Heeres als Oberstleutnant für sechs Monate Chef der Organisationsabteilung. In dieser Zeit diente u. a. Major Ulrich de Maizière, dem er später in der Bundeswehr wiederbegegnen sollte, sowie Major Claus Schenk Graf von Stauffenberg unter ihm.
Nach diesen Stabsverwendungen erhielt er eine Ausbildung an der Panzertruppenschule in Wünsdorf und beim Panzerregiment 1. Vom März bis Mai 1943 war er kurzzeitig Kommandeur der 16. Panzer-Division, im Anschluss daran bis Ende 1943 als Oberst Kommandeur des Panzerregiments 24 und damit auch am Krieg gegen die Sowjetunion beteiligt. Am 11. Februar 1944 wurde er mit dem Deutschen Kreuz in Gold ausgezeichnet. 1944 wurde Müller-Hillebrand zum XXXXVI. Panzerkorps versetzt und diente dort vom April bis September unter mehreren Kommandierenden Generalen, darunter General der Panzertruppe Smilo Freiherr von Lüttwitz, als Chef des Generalstabes.
Am 1. September 1944 übernahm er bis zum Ende des Krieges im Mai 1945 den Posten des Chefs des Generalstabes der 3. Panzerarmee an der Ostfront unter dem Kommando des Generalobersten Erhard Raus und im Anschluss daran General der Panzertruppe Hasso von Manteuffel. Die Beförderung zum Generalmajor erfolgte am 1. Februar 1945. Nach Rückzugskämpfen erfolgte am 3. Mai 1945 die Kapitulation der 3. Panzerarmee im Raum Schwerin-Wismar.

### Kriegsgefangenschaft und Zivilleben
Müller-Hillebrand war von Mitte Mai 1945 bis Januar 1947 in britischer Kriegsgefangenschaft in England, anschließend bis Januar 1948 in US-amerikanischer Gefangenschaft in Deutschland. Im Laufe des Entnazifizierungsverfahren wurde er ab April 1948 Mitglied der Operational History (German) Section der Historical Division der United States Army in Karlsruhe und verfasste mehrere kriegsgeschichtliche Studien.

### Wiedereinstellung in den Militärdienst
Einige der für die Historical Division tätigen ehemaligen deutschen Offiziere wurden ab 1955/56 in den aktiven Dienst der neu gegründeten Bundeswehr übernommen, neben Müller-Hillebrand zum Beispiel Hellmuth Reinhardt, Herbert Büchs, Friedrich Ruge, Gerhard Wagner und Alfred Zerbel.
Müller-Hillebrand selbst wurde 1955 als Oberst wieder in den aktiven Dienst eingestellt und übernahm im Bundesministerium für Verteidigung unter Ministerialdirektor Karl Gumbel den Posten des stellvertretenden Leiters der Unterabteilung III C (Militärisches Personal) unter Kurt Brandstädter. In dieser Funktion wurde er am 1. Dezember 1955 zum Brigadegeneral ernannt. Ab 1956 war er Leiter der Unterabteilung III C. 

### Meinungsverschiedenheiten mit dem Verteidigungsminister
Nachdem Franz Josef Strauß (CSU) 1956 den Posten des Bundesministers für Verteidigung übernommen hatte, gerieten beide mehrmals aneinander. Im Frühjahr 1957 sprach sich Müller-Hillebrand gegen die Ernennung Max-Josef Pemsels zum Kommandierenden General des II. Korps aus und stellte damit die Autorität des Ministers in Frage. Zudem weigerte sich Müller-Hillebrand, die von Strauß vorgeschlagenen außerplanmäßigen Beförderungen seines persönlichen Referenten, Oberstleutnant i. G. Dr. Heinrich Bucksch, und des Chefs seines Ministerbüros, Major Rolf Acker, zu befürworten. Müller-Hillebrand verwies als militärischer Personalchef auf die bestehenden und begründeten Beförderungsansprüche einiger dienstälterer Truppenoffiziere. Strauß hatte zunächst Major Acker befördern wollen, was Müller-Hillebrand ablehnte, unter anderem weil die erforderliche Planstelle durch Oberstleutnant Buksch besetzt war. Obwohl Strauß das von seinem Amtsvorgänger Theodor Blank eingeleitete Verfahren zur Beförderung Bukschs zuvor gestoppt hat, schlug er 1957 Buksch zur Beförderung vor, offensichtlich um die Planstelle für Major Acker freizumachen. Müller-Hillebrand vermutete ministerielle Willkür und sprach sich unter Berufung auf das Anciennitätsprinzip gegen die Beförderung aus. Strauß befahl Müller-Hillebrand zu einem Gespräch ins Verteidigungsministerium auf der Hardthöhe, ließ den Brigadegeneral aber im Vorzimmer warten. Nach einer halben Stunde erklärte Müller-Hillebrand dem diensthabenden Offizier im Vorzimmer, so könne der Minister nicht mit ihm verfahren, und verließ aufgebracht das Verteidigungsministerium. Strauß fühlte sich seinerseits brüskiert und ließ Müller-Hillebrand von Feldjägern suchen, die ihn ins Ministerium brachten. Nach einem kurzen Streitgespräch suspendierte Strauß den General am 21. September 1957 von seinem Posten als Unterabteilungsleiter. Müller-Hillebrand verlangte daraufhin ein Disziplinarverfahren gegen sich, um den Sachverhalt untersuchen zu lassen. Aufgrund der Empörung bei Offizieren der Bundeswehr und der späteren Bekanntgabe der Hintergründe der Suspendierung in der Presse entschied sich Strauß zur Schadensbegrenzung in eigener Sache und hob die Suspendierung wieder auf. Ein Disziplinarverfahren wurde nicht eingeleitet.

## Weitere Verwendungen
Im Anschluss an diese Episode wurde Müller-Hillebrand Anfang Dezember 1957 nach Hannover versetzt, wo er bis 1959 als stellvertretender Kommandeur der 1. Grenadierdivision unter dem Kommando von Generalmajor Paul Reichelt dienen sollte. Am 1. April 1959 übernahm er schließlich selbst das Kommando als Kommandeur über die nunmehrige 1. Panzergrenadierdivision und führte dieses Kommando unter Ernennung zum Generalmajor bis zum 15. März 1961. Im Anschluss an dieses Truppenkommando wurde der neben Graf Kielmannsegg als „bedeutendster operativer Kopf“ der Bundeswehr geltende Müller-Hillebrand 1961 nach Paris versetzt, wo er unter Ernennung zum Generalleutnant als stellvertretender Chef des Stabes für Pläne und Strategien im Supreme Headquarters Allied Powers Europe (SHAPE) der NATO unter dem Kommando der US-Generale Lauris Norstad und Lyman L. Lemnitzer diente.
Am 31. März 1965 wurde Müller-Hillebrand schließlich in den Ruhestand verabschiedet. Er starb am 6. Februar 1987 und hinterließ seine Ehefrau Bärbel geb. Weschke (1913–2003) und einen Sohn und eine Tochter.

## Werke
- Das Heer 1933–1945. Entwicklung des organisatorischen Aufbaues.
  - Band I: Das Heer bis zum Kriegsbeginn. Mittler. Darmstadt 1954.
  - Band II. Die Blitzfeldzüge 1939-1941. Das Heer im Kriege bis zum Beginn des Feldzuges gegen die Sowjetunion im Juni 1941. Mittler. Frankfurt am Main 1956.
  - Band III. Der Zweifrontenkrieg. Das Heer vom Beginn des Feldzuges gegen die Sowjetunion bis zum Kriegsende. Mittler. Frankfurt am Main 1969.